# Alimento a base de murciélago

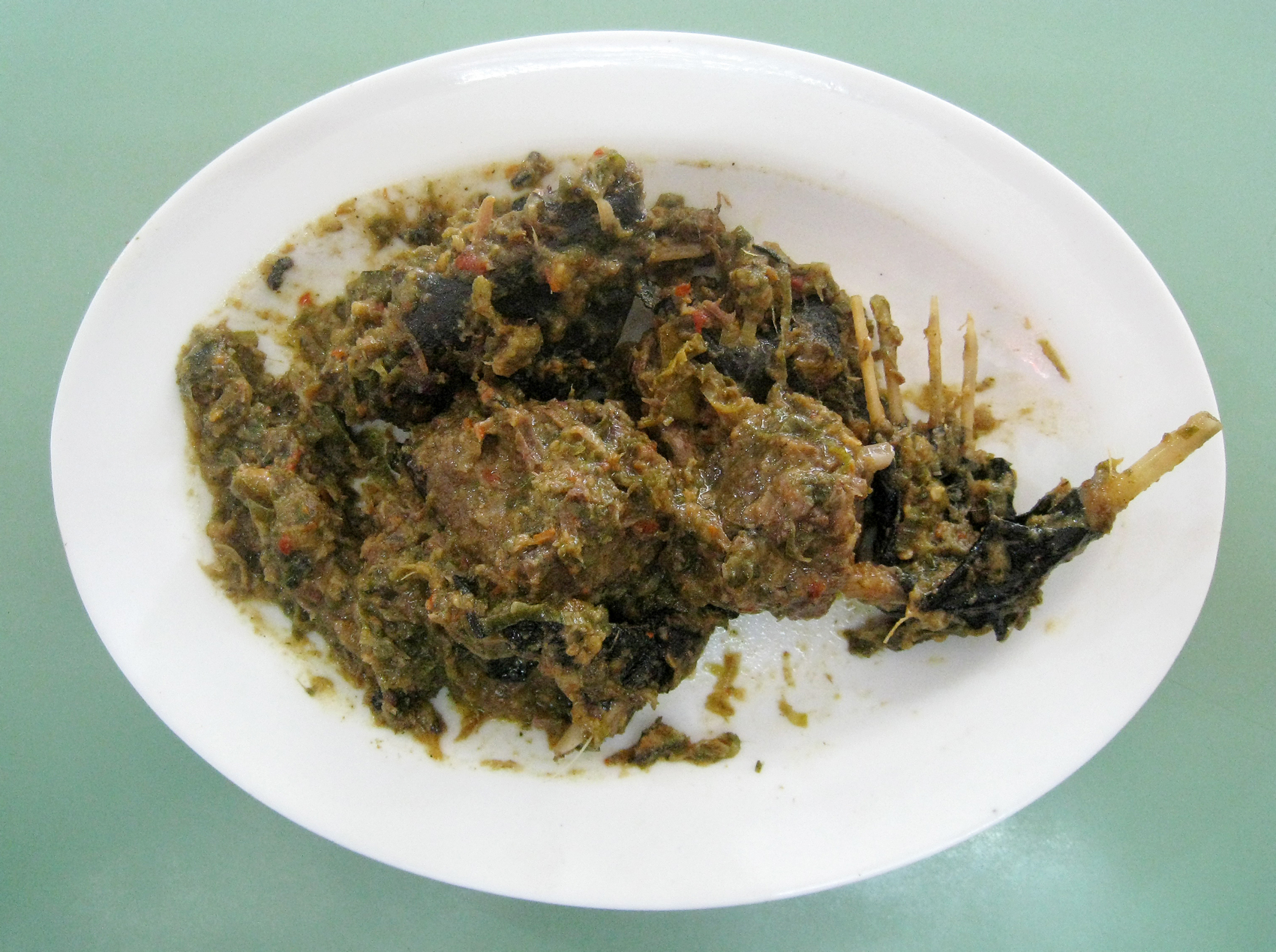
Paniki preparado con carne de murciélago de la fruta cocinada junto con pimiento verde picante. Un platillo exótico de Manado, Célebes Septentrional, Indonesia.

Los murciélagos son una fuente de alimento en el círculo de Asia y Oceanía. Los murciélagos son consumidos en Indonesia, Tailandia, Vietnam, Guam, y otras culturas y países de Asia y Oceanía. En Guam, los murciélagos de la especie  Pteropus mariannus son considerados un plato exquisito, y una especie de murciélago zorro volador fue amenazada allí a causa de su caza para consumo. Además de ser cazado para consumo por parte del hombre, los murciélagos son cazados por su piel. Se los caza con redes y armas de fuego.
En la versión 1999 de La Enciclopedia Oxford de Alimentos se indica que el sabor del murciélago de la fruta es similar al del pollo, y que son "animales limpios que poseen una dieta exclusivamente a base de frutas". La carne de murciélago se prepara de diferentes maneras, asada, frita, y como parte de guisos. La carne de murciélago tiene un bajo contenido de grasas y poseen muchas proteínas.
Durante su preparación, los murciélagos pueden despedir un aroma fuerte de orina. Es posible ocultarlo si se agrega ajo, cebolla, pimiento o cerveza a la preparación.

## Historia
En la Torá y en la Biblia, el libro de Levítico (11,13-19) prescribe no comer la carne de murciélago: "Estos detestarás entre las aves; no se comerán, son una abominación: ( ...) el murciélago."
La carne de murciélago ya era consumida en la antigüedad. En la Geografía de Estrabón se describe a la ciudad de Borsippa (actual Birs Nimrud en Irak), como un sitio en el cual se capturaban muchos murciélagos, que luego eran "salados para su consumo". En el siglo XVI el naturalista italiano Ulisse Aldrovandi en su tratado de Ornitologia indica que los murciélagos tienen carne blanca, comestible, y con un sabor excelente.

## Consumo por continentes

### África
Se cazan al menos 55 especies de murciélagos en África, aunque los murciélagos más grandes son objetivos preferidos y las especies pequeñas, insectívoras, se consideran menos deseables. La caza de murciélagos es más frecuente en África occidental y central. Se ha estimado que se venden 100.000 murciélagos anualmente en Ghana. En Sudáfrica y África Oriental, hay poca o ninguna caza. Las especies más grandes consumidas en África incluyen Eidolon helvum, Epomops franqueti, Epomophorus gambianus, Hypsignathus monstrosus y Rousettus aegyptiacus. También se consumen murciélagos medianos como Micropteropus pusillus, así como especies pequeñas como Nycteris grandis y murciélago de herradura.

### Asia

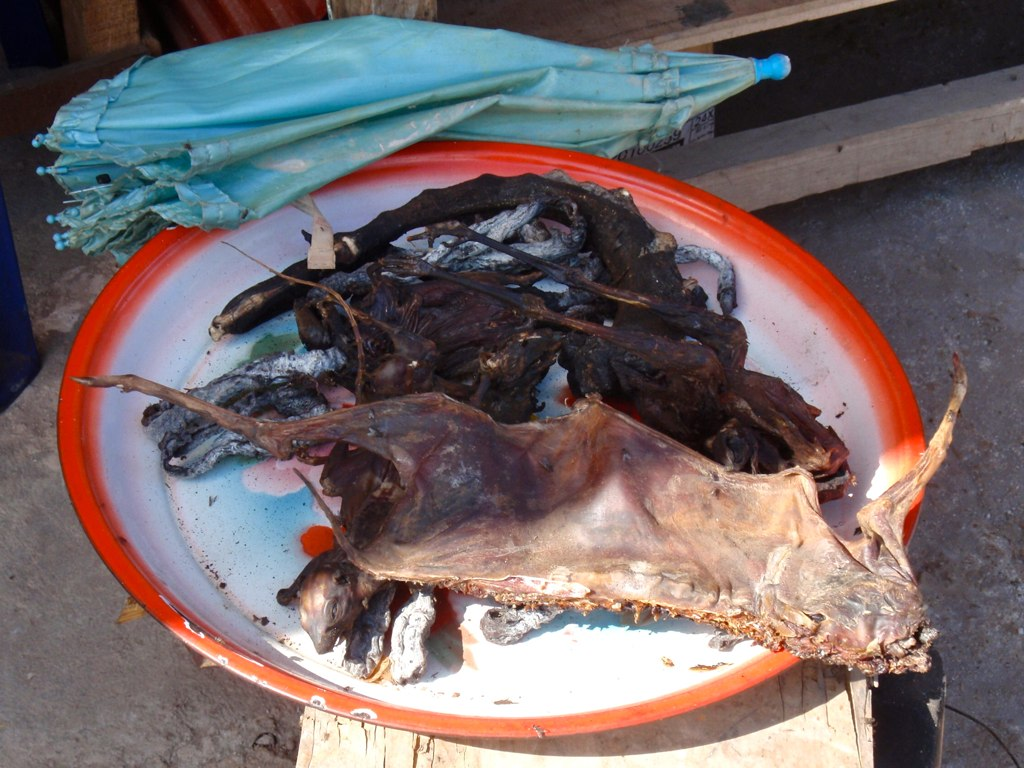
Murciélago cocinado al fuego para su consumo en Laos.

Los humanos cazan 64 especies de murciélagos en Asia, aunque la intensidad de la caza varía según la región. En el sudeste asiático, los murciélagos son ampliamente cazados en diez de los once países, excluyendo solo Singapur. Alrededor del 17% de las especies de murciélagos se cazan en el sudeste asiático, unas 56 especies. Indonesia y Filipinas tienen niveles de caza especialmente altos, con un tercio de las especies de murciélagos en Filipinas sujetas a caza a pesar de las protecciones legales como la Ley de Vida Silvestre de Filipinas y la Ley de Manejo de Cuevas de Filipinas, que se aplican de manera deficiente.
En el sur de Asia, los grupos tribales cazan murciélagos en busca de alimento, específicamente en especies de murciélagos grandes. Aunque se cazan murciélagos en India y Pakistán, el consumo es raro, y los supuestos usos medicinales son motivos más comunes. En el este de Asia, específicamente en el sur de China, a veces se consumen murciélagos y se pueden encontrar en algunos mercados. Las especies específicas de murciélagos que se comen en China incluyen Hipposideros pomona, Pteropus giganteus y Rousettus leschenaultii.  Además, Cynopterus sphinx se caza por supuestos motivos medicinales, pero no para comida. La carne de murciélago no es especialmente popular en China. Se ha cuestionado si el Mercado mayorista de mariscos del sur de China de Wuhan, sospechoso de tener vínculos con el brote de COVID-19, vendió carne de murciélago,  pero no se ha reportado que la carne de murciélago sea una fuente de alimento en la ciudad de Wuhan. Las agencias internacionales presionaron a China para que adoptara una legislación que prohíba la caza de murciélagos y la venta de carne de murciélago tras el brote de SARS de principios de la década de 2000, donde murieron cientos de personas, aunque no se aprobó dicha legislación. Todo el comercio de vida silvestre en China, incluida la carne de murciélago, fue prohibido en enero de 2020 en respuesta a la Pandemia de enfermedad por coronavirus de 2019-2020 originada en Wuhan.

### Oceanía
Los murciélagos son cazados y consumidos regularmente en Oceanía, y son los únicos mamíferos terrestres nativos de muchas islas aisladas. Alrededor del 23% de las especies de murciélagos de Oceanía son cazadas, unas 40 especies. La carne de murciélago se considera un manjar en las Islas Cook, Niue, Guam y las Islas Marianas. Se consume popularmente en Fiji, Nueva Caledonia y Vanuatu.

### América del Sur
Aunque la diversidad de murciélagos en América del Sur es especialmente alta, los murciélagos rara vez se consumen. Algunos pueblos indígenas pueden consumir murciélagos, y se sabe que el pueblo Nambikwara consume tres especies de murciélagos de nariz de hoja. Los murciélagos vivos se venden en Bolivia para supuestos usos medicinales. Específicamente, se cree que consumir la sangre de los murciélagos trata la epilepsia. Un estudio de 2010 documentó que, por mes, se vendían 3.000 murciélagos en mercados de cuatro ciudades bolivianas. Las especies vendidas en estos mercados incluyen Carollia perspicillata, Myotis y vampiros comunes.

## Preparación
Paniki es un plato del pueblo Minahasa, Provincia de Célebes Septentrional (Indonesia) hecho a base de murciélago de la fruta. Se preparan sopas, guisos y curry con carne de murciélago. En Palaos, la sopa de murciélago se considera un manjar. Los murciélagos de la fruta se usan en una sopa típica de Palau que incluye leche de coco, especias y jengibre. La olla caliente hecha con un murciélago entero está disponible en algunos restaurantes del sur de China.
El estofado de murciélago es un estofado preparado a partir de varios tipos de murciélagos. Los murciélagos de la fruta se usan en algunas versiones del plato. Estufa de morcego es un guiso de murciélago considerado un manjar en la cocina de Santo Tomé y Príncipe que se sirve los días de los santos y durante sus fiestas. 

Preparación de murciélago
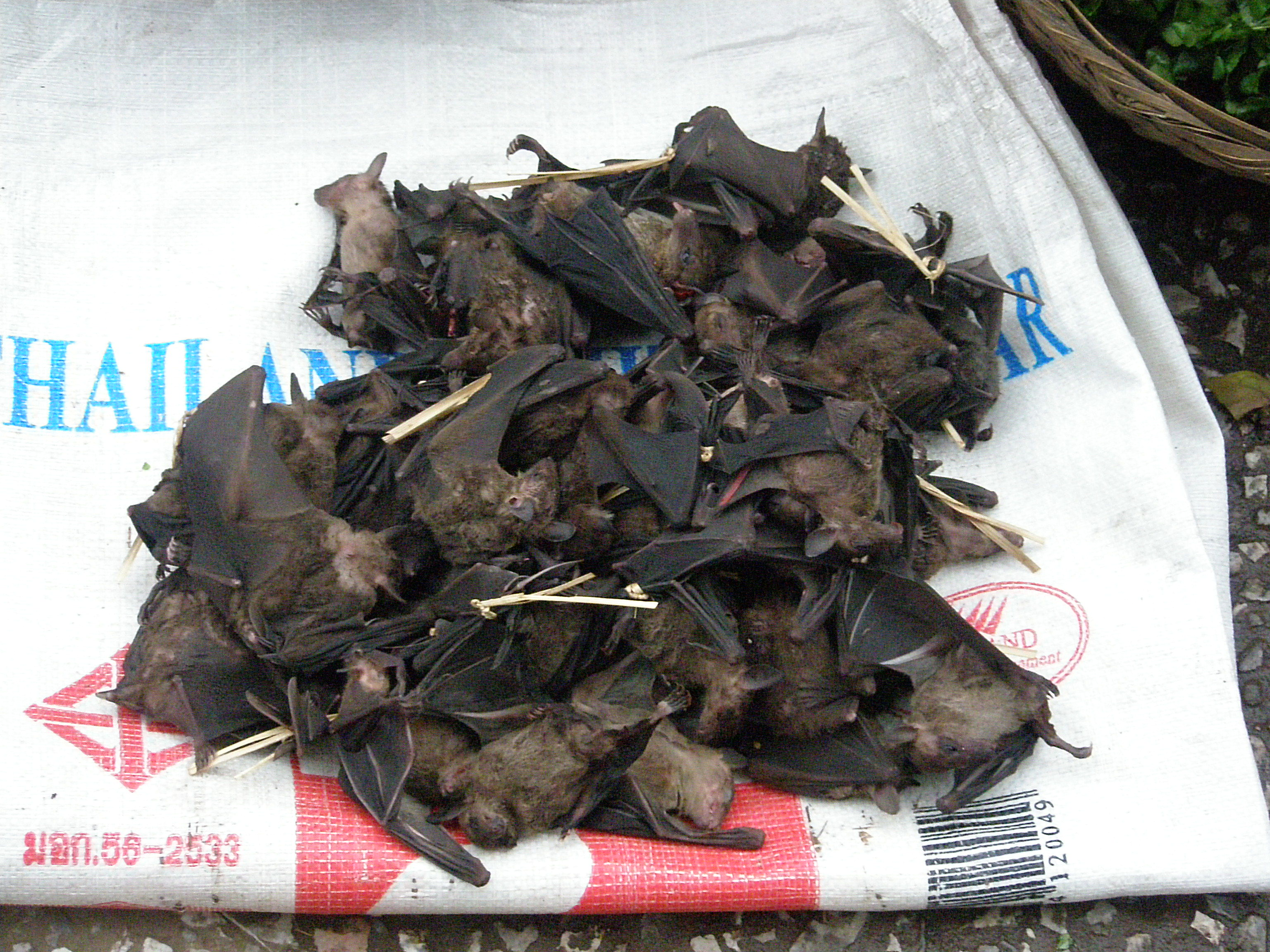
Murciélagos para consumo humano en Laos.
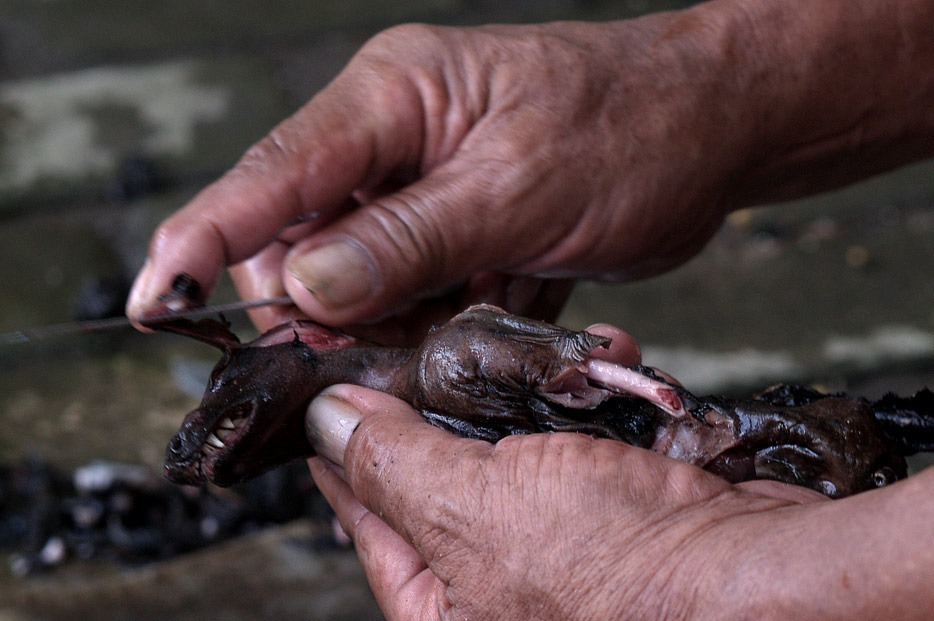
Preparación previa a la cocción
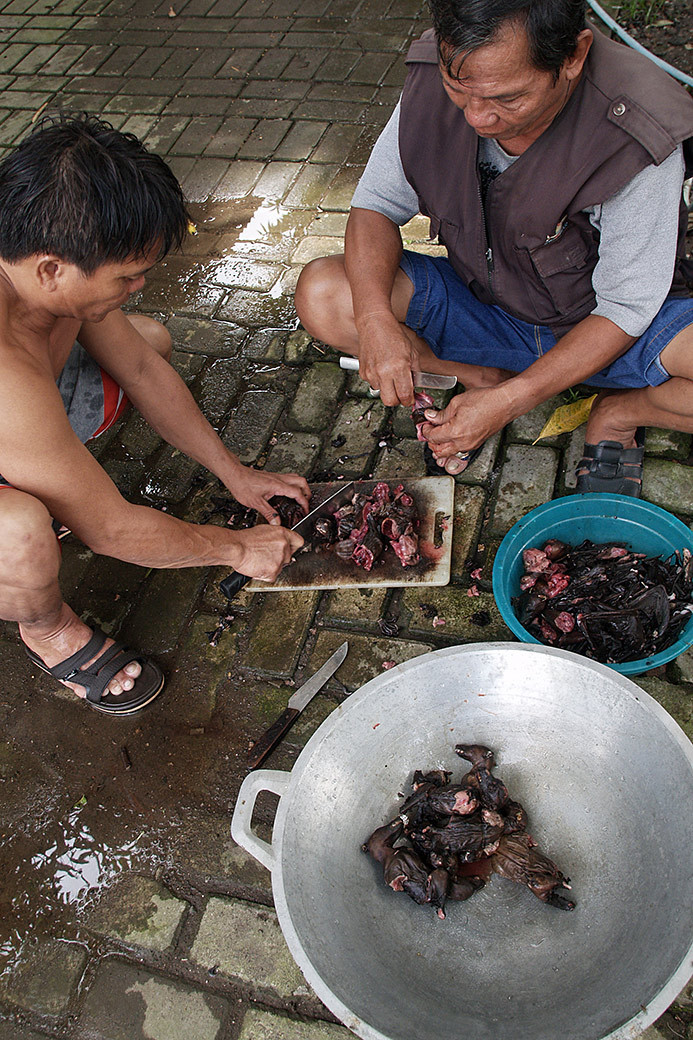
Preparación.
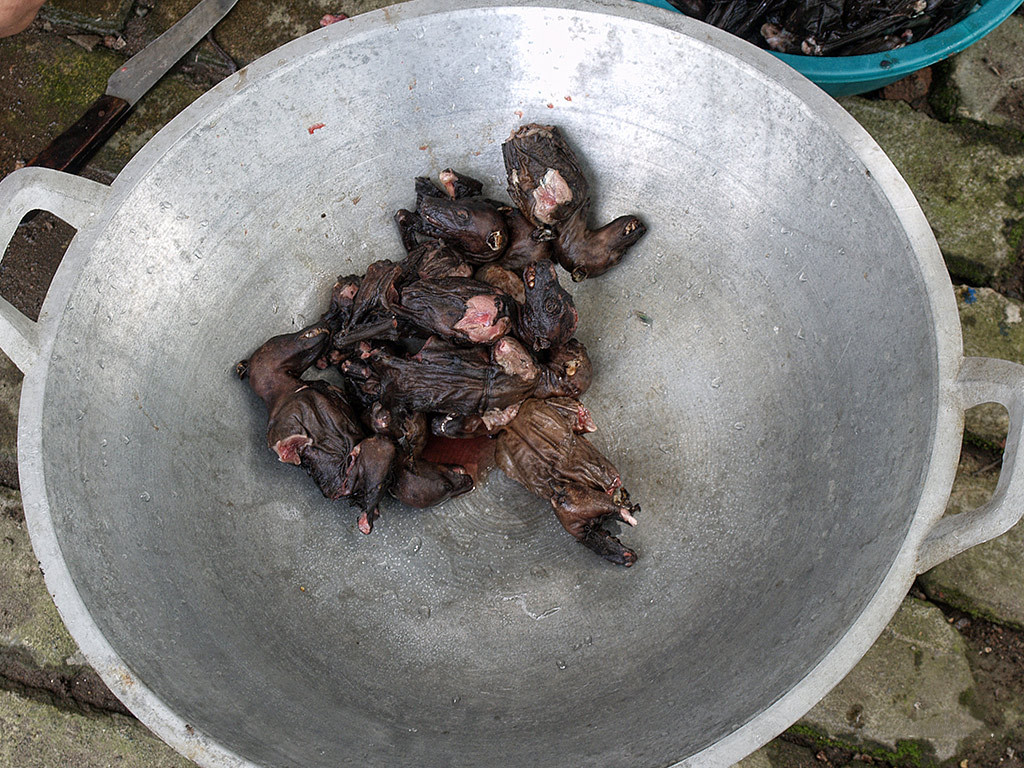
Listo para cocinar.

## Riesgos para la salud
La caza y consumo de murciélagos para su consumo representa un riesgo para la salud en África Occidental a causa de los peligros de transmisión de enfermedades. Los murciélagos son un reservorio natural  de filovirus, incluidos el virus del Ébola y el virus de Marburgo, y murciélagos infectados pueden transmitir el virus del ébola a los humanos que entran en contacto con ellos. Los murciélagos también son portadores de henipavirus y lyssavirus.
El consumo de murciélagos de los frutos se encuentra relacionado con la enfermedad neurológica denominada Lytico-Bodig. Paul Alan Cox del Jardín Botánico Tropical Nacional de Hawái en Kalaheo, y Oliver Sacks del Albert Einstein College en la ciudad de Nueva York, han descubierto que los murciélagos que consumen gran cantidad de semillas de cicadófitas, y al igual que algunas águilas, que se ha demostrado acumulan pesticida DDT en la grasa de los tejidos – probablemente acumulan toxinas hasta niveles peligrosos.